# Danbury (Iowa)
Danbury – miasto w Stanach Zjednoczonych, w stanie Iowa, w hrabstwie Woodbury.

## Demografia
Zgodnie ze spisem statystycznym z 2000, miasto liczyło 384 mieszkańców. W 2023 liczba mieszkańców spadła do 311 osób, a gęstość zaludnienia poniżej 283 osób/km².